# Regione del Centro (Camerun)
La Regione del Centro (Région du Centre in francese e Centre Region in inglese) è una delle 10 regioni del Camerun.

## Geografia fisica
La regione è situata nella parte centrale del paese, confina a nord con la regione di Adamaoua, ad est con la Regione dell'Est, a sud con la Regione del Sud, a sudovest con quella di Litorale ed a nordovest con la Regione dell'Ovest.

## Storia
La regione, si è costituita come provincia nel 1983 dalla suddivisione della precedente Provincia di Centro-Sud, suddivisa in Provincia del Centro e Provincia del Sud.
Il 12 novembre 2008 la provincia è stata sostituita dalla regione.

## Geografia antropica

### Suddivisioni amministrative
La regione è suddivisa in 10 dipartimenti.
| Dipartimento    | Capoluogo   |  |
| Haute-Sanaga    | Nanga-Eboko |  |
| Lekié           | Monatélé    |  |
| Mbam e Inoubou  | Bafia       |  |
| Mbam e Kim      | Ntui        |  |
| Méfou e Afamba  | Mfou        |  |
| Méfou e Akono   | Ngoumou     |  |
| Mfoundi         | Yaoundé     |  |
| Nyong e Kéllé   | Éséka       |  |
| Nyong e Mfoumou | Akonolinga  |  |
| Nyong e So'o    | Mbalmayo    |  |